# Anomalomyidae
Anomalomyidae — родина вимерлих мишуватих гризунів з Європи.